# زينات أمان
زينات خان (من مواليد 19 نوفمبر 1951)، والمعروفة باسم زينات أمان، هي ممثلة هندية وعارضة أزياء وحاملة لقب ملكة جمال. حصلت على التقدير لأول مرة لعملها في عرض الأزياء، شاركت في مسابقات ملكات الجمال في سن التاسعة عشرة، وفازت في عام 1970 بمسابقة ملكة جمال الهند ومسابقة ملكة جمال آسيا والمحيط الهادئ الدولية. بدأت حياتها المهنية في التمثيل في عام 1970، تشمل أعمالها المبكرة أفلامًا مثل The Evil Within (1970) وHulchul (1971). جاءت انطلاقة أمان مع الدراما الموسيقية هاري راما هاري كريشنا (1971)، والتي فازت عنها بجائزة فيلم فير لأفضل ممثل مساعد.

## حياتها الخاصة
تزوجت أمان من الممثل سنجاي خان في عام 1978، الذي كان متزوجًا بالفعل وأبًا لأربعة أطفال، لكن هذا الزواج انتهى في عام 1979. وفي عام 1980، كانت أمان ضحية اعتداء جسدي في حادثة على يد سنجاي الذي قام بضربها؛ فبعد تلقيها مكالمة هاتفية من خان يطلب منها مناقشة تفاصيل فيلم "عبد الله"، التقت به في الفندق الذي كان يقيم فيه، حيث اعتدى عليها بالضرب المبرح، مما أدى إلى إصابتها بجروح عديدة خاصة في عينها اليمنى. وقد شهدت ذلك زوجته التي زُعم أنها شجعته على الاستمرار في ضرب أمان. أدت هذه الحادثة إلى إصابة عين أمان بالكسل، وذكرت لاحقًا أنها تظاهرت بأن الأمر لم يحدث أبدًا.
لاحقًا تزوجت أمان من الممثل مظهر خان عام 1985، وظلت متزوجة حتى وفاته عام 1998. لديها من مظهر ولدان: آزان خان وهو مخرج سينمائي، والملحن زاهان خان. تعيش العائلة في مومباي. صرحت أمان عن زواجها من مظهر بأنها لم تكن سعيدة، وكشفت في عام 1999 في برنامج موعد مع سيمي جاروال:
| زينات أمان | لم يكن مظهر يريدني أبدًا أن أنمو كفرد أو كفنان. كان يريدني دائمًا أن أكون مع الأطفال وأكون في المنزل. خلال السنة الأولى من زواجي أدركت أنني ارتكبت خطأً فادحًا، لكنني قررت أن أتعايش معه وأنجح في ذلك. على مدى السنوات الـ 12 التالية، واصلت المحاولة، على الرغم من عدم وجود ضوء في نهاية النفق بالنسبة لي. لم تأت لحظة واحدة من السعادة أو الفرح خلال تلك السنوات الـ 12، لكنني مازلت أبذل قصارى جهدي لإنجاح الأمر. | زينات أمان |

## روابط خارجية
- زينات أمان على موقع IMDb (الإنجليزية)
- زينات أمان على موقع ألو سيني (الفرنسية)
- زينات أمان على موقع ميوزك برينز (الإنجليزية)
- زينات أمان على موقع أول موفي (الإنجليزية)
- زينات أمان على موقع ديسكوغز (الإنجليزية)
- زينات أمان على موقع ديسكوغز (الإنجليزية)
- زينات أمان على موقع قاعدة بيانات الفيلم (الإنجليزية)
- زينات أمان على موقع كينوبويسك (الروسية)